# Andres
Pour les articles homonymes, voir Andres (homonymie).
Cet article possède un paronyme, voir Ardres.
Andres est une commune française située dans le département du Pas-de-Calais en région Hauts-de-France. Ses habitants sont appelés les Andrésiens.
La commune fait partie de la communauté de communes Pays d'Opale qui regroupe 23 communes et compte 25 186 habitants en 2021.

## Géographie

### Localisation
La commune de Flandre française et l'Ardrésis est située à une dizaine de kilomètres au sud-est de Calais, 27 km au nord-est de Boulogne-sur-Mer, 27 km au nord-est de Saint-Omer (Pas-de-Calais), et à une vingtaine de kilomètres de la frontière franco-belge.
Elle est desservie par la RD 231 qui relie Marquise à Ardres.
Le territoire de la commune est limitrophe de ceux de quatre communes.
Les communes limitrophes sont Les Attaques, Balinghem, Campagne-lès-Guines et Guînes.

### Géologie et relief
La superficie de la commune est de 7,15 km2 ; son altitude varie de 1  à   34 mètres.

### Hydrographie

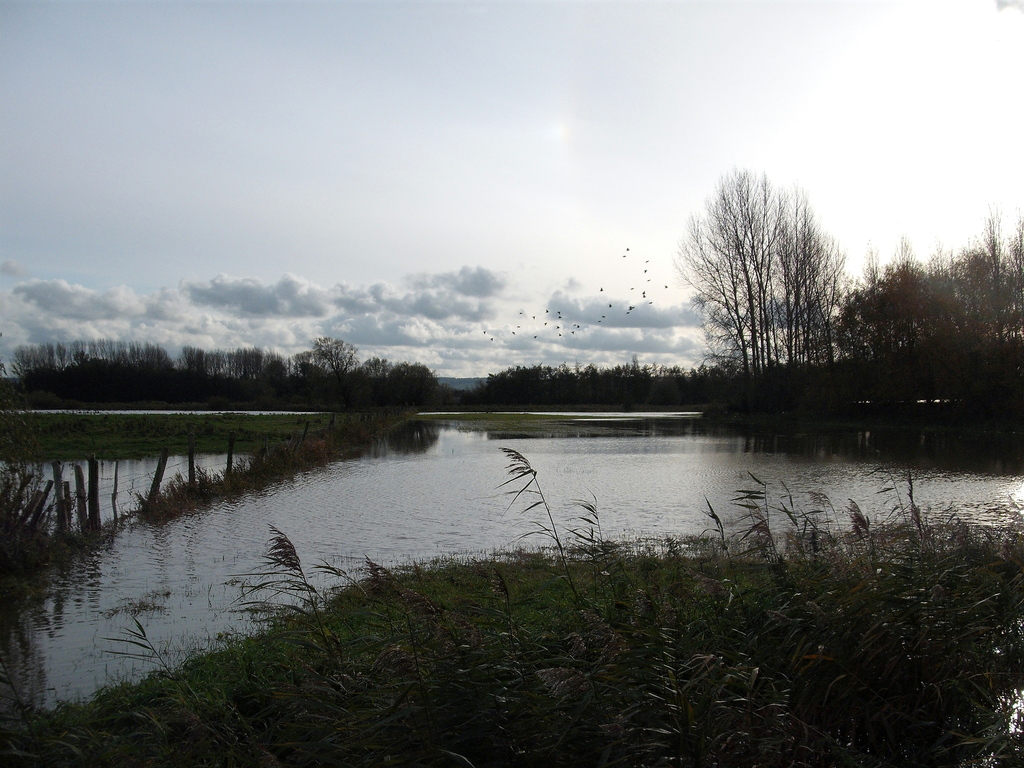

Le territoire de la commune est situé dans le bassin Artois-Picardie.
La commune est marquée par son sol marécageux, la présence de nombreux canaux de drainage et étangs. Elle est traversée par cinq cours d'eau :
- la rivière à bouzats, appelée aussi watergang du marais de Guînes, un cours d'eau naturel non navigable de 3,59 km, qui prend sa source dans la commune et se jette dans le canal du haut banc et ruisseau d'Ardres ou la rivière Neuve au niveau de la commune des Attaques[3] ;
- le ruisseau d'Andres, cours d'eau naturel de 5,7 km, qui prend sa source dans la commune de Campagne-lès-Guines et se jette dans le canal du haut banc et ruisseau d'Ardres ou la rivière Neuve  au niveau de la commune des Attaques[4] ;
- le canal du Haut Banc et ruisseau d'Ardres ou la rivière Neuve[5] ;
- la rivière du Moulin[6] ;
- un cours d'eau au toponyme hydrographique inconnu[7].

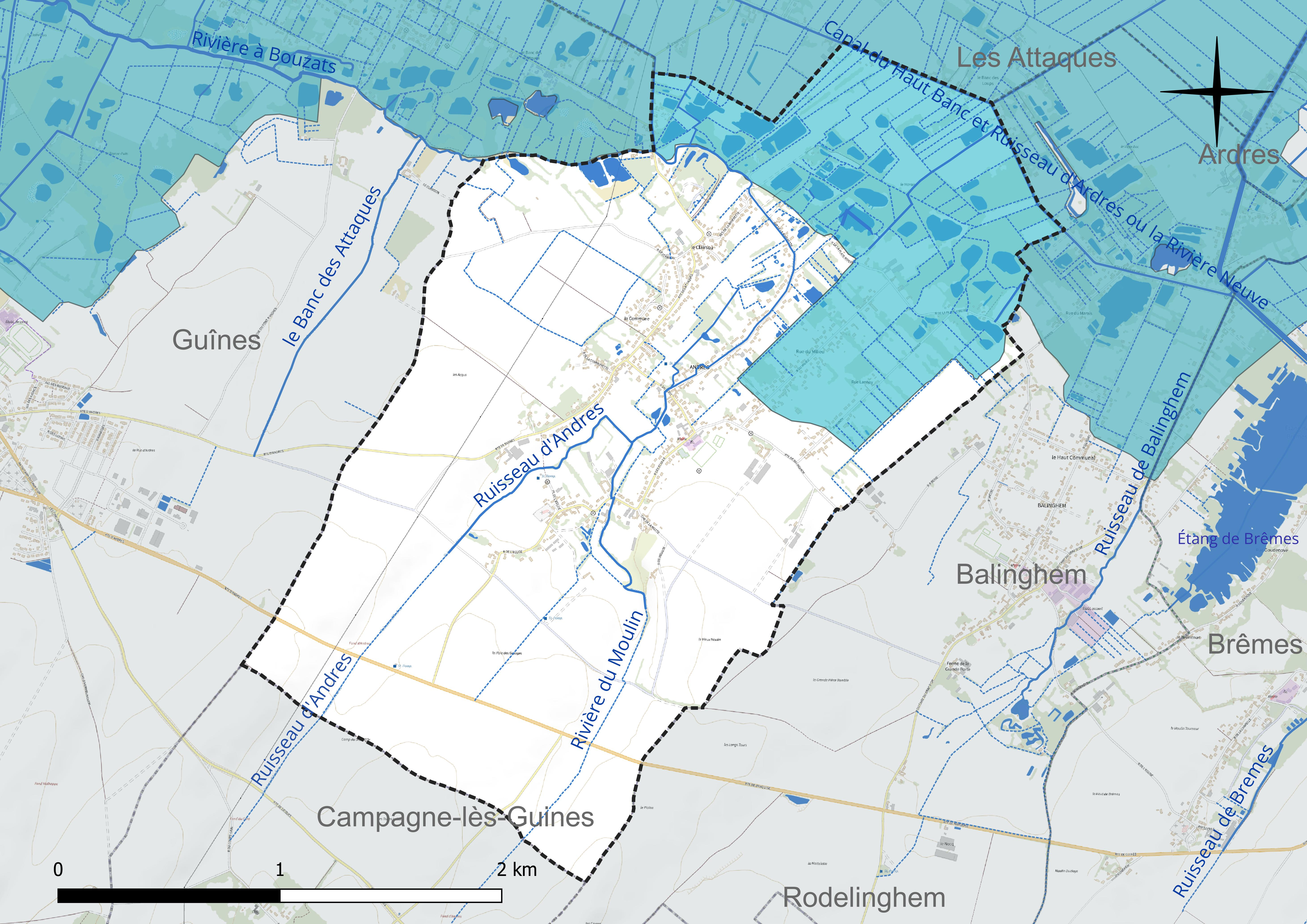
Réseau hydrographique d'Andres.

### Climat
Pour des articles plus généraux, voir Climat des Hauts-de-France et Climat du Pas-de-Calais.
En 2010, le climat de la commune est de type climat océanique altéré, selon une étude du CNRS s'appuyant sur une série de données couvrant la période 1971-2000. En 2020, Météo-France publie une typologie des climats de la France métropolitaine dans laquelle la commune est exposée à un climat océanique et est dans la région climatique Côtes de la Manche orientale, caractérisée par un faible ensoleillement (1 550 h/an) ; forte humidité de l’air (plus de 20 h/jour avec humidité relative > 80 % en hiver), vents forts fréquents.
Pour la période 1971-2000, la température annuelle moyenne est de 10,7 °C, avec une amplitude thermique annuelle de 13,1 °C. Le cumul annuel moyen de précipitations est de 828 mm, avec 12,1 jours de précipitations en janvier et 7,9 jours en juillet. Pour la période 1991-2020, la température moyenne annuelle observée sur la station météorologique la plus proche, située sur la commune de Licques à 9 km à vol d'oiseau, est de 10,5 °C et le cumul annuel moyen de précipitations est de 1 138,1 mm,. Pour l'avenir, les paramètres climatiques de la commune estimés pour 2050 selon différents scénarios d'émission de gaz à effet de serre sont consultables sur un site dédié publié par Météo-France en novembre 2022.

### Paysages
Pour un article plus général, voir Paysage en France.
La commune s'inscrit dans les « paysages des coteaux calaisiens et du pays de Licques » tels qu'ils sont définis dans l'atlas de paysages de la région Nord-Pas-de-Calais, conçu par la direction régionale de l'Environnement, de l'Aménagement et du Logement (DREAL),.
Ces « paysages des coteaux calaisiens et du pays de Licques » concernent 56 communes du Pas-de-Calais. Ces paysages s'étendent sur environ 30 km de long (est-ouest) et 15 km de large (nord-sud) et présentent deux sous-ensembles : les coteaux calaisiens au nord et le pays de Licques au sud. Les altitudes de ces paysages varient de 206 m dans le Pays de Licques, à 120 m dans l’ouest des coteaux Calaisiens, près de Guînes, et à 10 m dans l'est, près d'Audruicq.
Ces paysages recouvrent trois entités écopaysagères : les collines guînoises qui constituent le rebord septentrional de l'Artois, l'entité de Bredenarde qui appartient à la plaine maritime flamande, et la cuvette de Licques. Ils sont constitués de 59,70 % de cultures, de 17,30 % de forêts, de 15,11 % de prairies naturelles, permanentes, de 7,45 % d'espaces artificialisés, avec les quatre principales communes que sont Audruicq, Ardres, Guînes et Licques, de 0,27 % d'industries, et de 0,18 % de cours d'eau et plan d'eau.
Les éléments structurants de ces paysages sont la LGV Nord et l'A26, la rivière la Hem qui coule du sud vers le nord-est, les escarpements sur les coteaux du Calaisis et autour du pays de Licques et, d'ouest en est, les différents boisements comme la forêt de Guînes, le bois de l'Abbaye, la forêt de Tournehem et une partie de la forêt d'Éperlecques.

### Milieux naturels et biodiversité

#### Espaces protégés et gérés
La protection réglementaire est le mode d’intervention le plus fort pour préserver des espaces naturels remarquables et leur biodiversité associée.
Dans ce cadre, la commune fait partie de deux espaces protégés et gérés : 
- le parc naturel régional des Caps et Marais d'Opale, d’une superficie de 132 499 hectares réparties sur 154 communes, géré par le syndicat mixte d'aménagement et de gestion du parc naturel régional des Caps et Marais d'Opale[17] ;
- le marais de Guînes et d'Andres, protégée par un arrêté de protection de biotope, d'une superficie de 255,874 hectares[18].

#### Zone naturelle d'intérêt écologique, faunistique et floristique
L’inventaire des zones naturelles d'intérêt écologique, faunistique et floristique (ZNIEFF) a pour objectif de réaliser une couverture des zones les plus intéressantes sur le plan écologique, essentiellement dans la perspective d’améliorer la connaissance du patrimoine naturel national et de fournir aux différents décideurs un outil d’aide à la prise en compte de l’environnement dans l’aménagement du territoire.
Le territoire communal comprend une ZNIEFF de type 1 : le marais de Guînes. Cette ZNIEFF, situé au pied des collines crayeuses de l'Artois, aux portes de la plaine maritime flamande, correspond à l’ancien delta de l’Aa dans lequel se trouvent des tourbières.

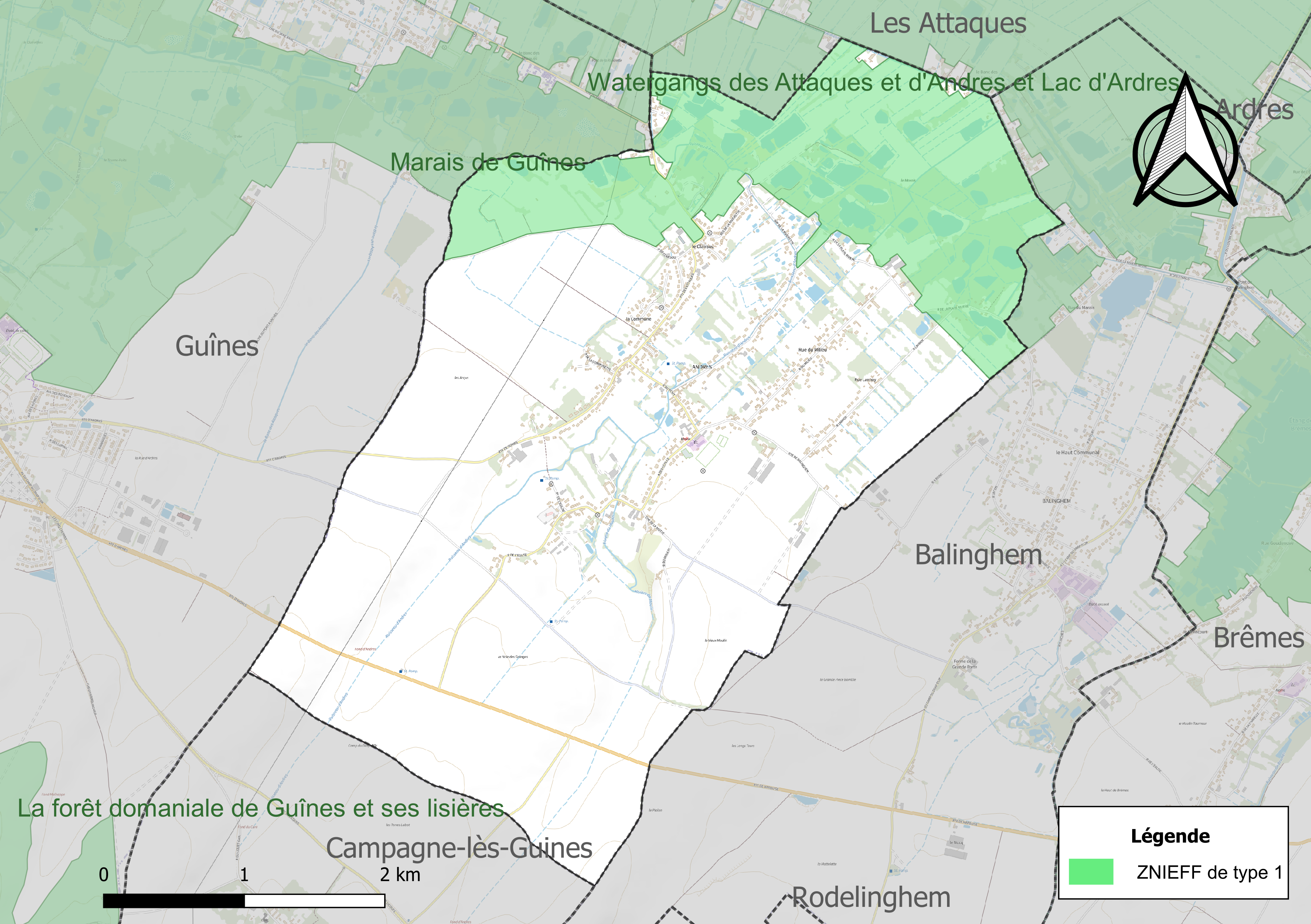
Carte de la ZNIEFF sur la commune.

#### Site Natura 2000
Le réseau Natura 2000 est un réseau écologique européen de sites naturels d’intérêt écologique élaboré à partir des directives « habitats » et « oiseaux ». Ce réseau est constitué de zones spéciales de conservation (ZSC) et de zones de protection spéciale (ZPS). Dans les zones de ce réseau, les États membres s'engagent à maintenir dans un état de conservation favorable les types d'habitats et d'espèces concernés, par le biais de mesures réglementaires, administratives ou contractuelles.
Sur la commune, un site Natura 2000 de type B est défini en site d'importance communautaire (SIC) : les prairies et marais tourbeux de Guînes, d'une superficie de 139 hectares.

## Urbanisme

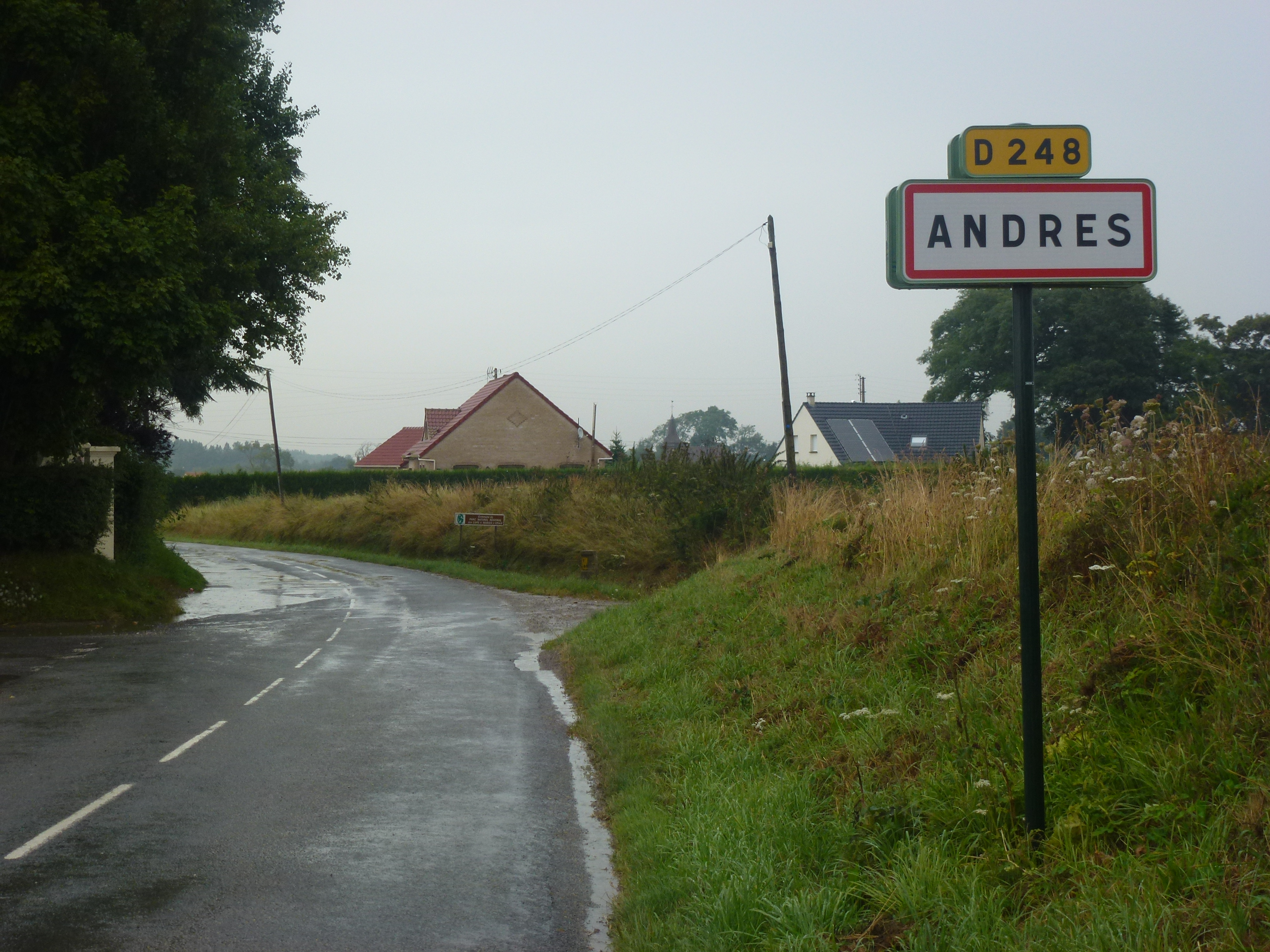
Panneau d'entrée de la commune.

### Typologie
Au 1er janvier 2024, Andres est catégorisée petite ville, selon la nouvelle grille communale de densité à sept niveaux définie par l'Insee en 2022.
Elle appartient à l'unité urbaine de Guînes, une agglomération intra-départementale regroupant deux  communes, dont elle est une commune de la banlieue,,. Par ailleurs la commune fait partie de l'aire d'attraction de Calais, dont elle est une commune de la couronne,. Cette aire, qui regroupe 45 communes, est catégorisée dans les aires de 50 000 à moins de 200 000 habitants,.

### Occupation des sols
L'occupation des sols de la commune, telle qu'elle ressort de la base de données européenne d’occupation biophysique des sols Corine Land Cover (CLC), est marquée par l'importance des territoires agricoles (81,1 % en 2018), une proportion sensiblement équivalente à celle de 1990 (81,5 %). La répartition détaillée en 2018 est la suivante : 
terres arables (57,7 %), prairies (17,1 %), zones humides intérieures (11,4 %), zones urbanisées (7,5 %), zones agricoles hétérogènes (6,3 %). L'évolution de l’occupation des sols de la commune et de ses infrastructures peut être observée sur les différentes représentations cartographiques du territoire : la carte de Cassini (XVIIIe siècle), la carte d'état-major (1820-1866) et les cartes ou photos aériennes de l'IGN pour la période actuelle (1950 à aujourd'hui).

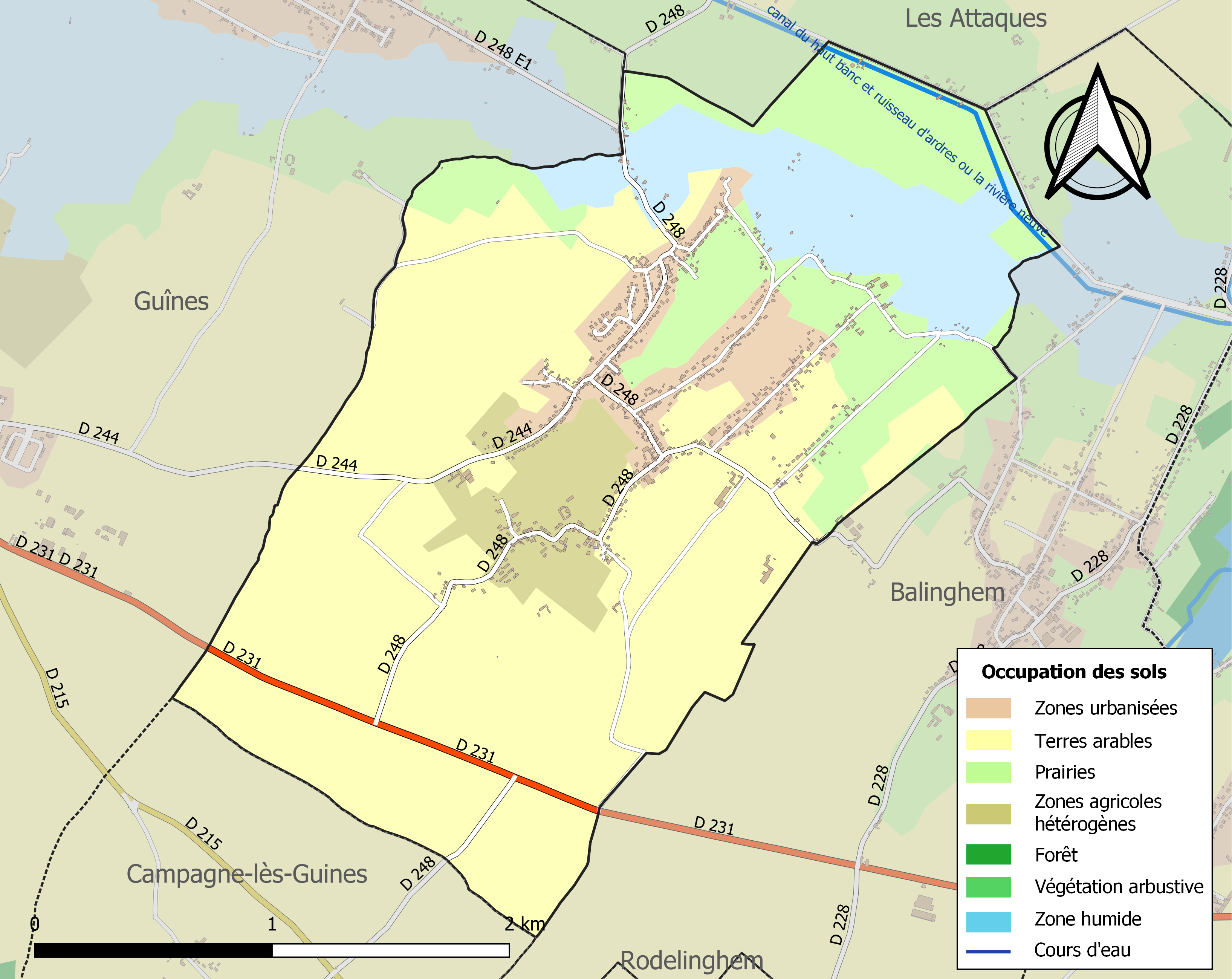
Carte des infrastructures et de l'occupation des sols de la commune en 2018 (CLC).

## Toponymie
Le lieu était dénommé Andrensis pagus, Andernes en 1084 (chronic. Andr. p. 782 b), Andernense monasterium en 1114 (ibid., p. 794 b). Ecclesia Sanctœ Rolrudis Andrennensis en 1159-1160 (cartulaire. de Thérouanne., p. 30), Anderna en  1164 (ch. de Licques, p. 42), Andreiœ en 1178 (Giry, hist. de Saint-Om., pr., p. 395), Andrens en 1194 (cbronic. Andr., p. 856 a), Andria au XIIIe siècle (Lambert. Ard., p. 63), Andrenes en 1232 (ch.
de Saint-Bert., no 799), Anders en 1339-1340 (ibid., no 1594), Andarne en 1556 (pl. angl. du Calaisis), Andrenetz en 1557 (seenes de Thér., G. 488), Anderne en 1559 (Arch. nat., J. 787,no 8). Andres en 1697 (arch. de Boul., évêché).
Le nom du village est une variante du nom de baptême André, du latin Andreas, du grec andros (homme).
Le village est dénommé  Anderne en flamand.

## Histoire
Andres est connue au XIe siècle pour la fondation sur son territoire en 1080 par Baudouin Ier de Guînes, comte de Guînes de l'abbaye Saint-Médard d'Andres, dépendant de l'ordre de Saint-Benoît. Détruite en 1544, elle resta en commende, avec refuge à Ardres, jusqu'à sa suppression définitive, en 1790.
Après 1160, Henry II de Campagne (Campagne-lès-Guînes), est seigneur d'Andres. Il est le frère de Baudouin de Campagne, seigneur d'Hames (Hames-Boucres). Henry II était l'époux d'Adelis de Conteuille. Il laisse en mourant un fils en bas âge Henry III, et deux filles Adelis et Aliénor. Son frère Baudouin, qui bénéficie de l'affection du comte de Flandres Philippe d'Alsace, va en assurer la tutelle contre la volonté de leur mère.
Adelis de Campagnes, fille d'Henry II épouse d'abord Eustache seigneur de Cauquelle ou Calquelle (Coquelles) puis Raoul ou Rodolphe de Fiennes. Elle avait apporté en dot à Eustache la seigneurie d'Andres.
En 1193, Eustache de Calquilla, marié à Adelide, est seigneur d'Andres et il cède à l'abbaye d'Andres des biens au moment où il prend l'habit religieux.
En 1347, un des bourgeois de Calais (Les Bourgeois de Calais) présentant les clefs de la ville au roi d'Angleterre Edouard III après la reddition de la cité, s'appelle Andrieu d'Andres; on peut le présumer originaire du village.
Andres fait partie des paroisses proches de Calais occupées par les Anglais depuis le 4 août 1347, date à laquelle ceux-ci ont pris Calais. Elle est restée anglaise pendant 150 ans, jusqu'en janvier 1558, lorsque les Français reprennent Calais lors du siège de Calais.

### Circonscriptions d'Ancien Régime
Andres, une des douze baronnies du comté de Guînes, faisait partie, en 1789, du Pays-Reconquis (Calaisis), et ressortait de la justice royale de Calais, en suivant la coutume d'Amiens.
Son église paroissiale, dépendant d'abord du diocèse de Thérouanne, puis de Boulogne, doyenné de Guines, était consacrée à saint Jean-Baptiste. L'abbé d'Andres présentait à la cure.

### Époque contemporaine
De 1875 à 1955, la commune était desservi par le chemin de fer d'Anvin - Calais, une ligne de chemin de fer secondaire à voie métrique, dont la gare, restaurée, existe toujours.
Pendant la Première Guerre mondiale, Guînes est le siège en 1917-1918 d'un commandement d'étapes, c'est-à-dire un élément de l'armée organisant le stationnement de troupes, comprenant souvent des chevaux, pendant un temps plus ou moins long, sur les communes dépendant du commandement, en arrière du front. Andres en dépend et a à ce titre accueilli des troupes sur la commune, notamment un contingent belge.

## Politique et administration

### Découpage territorial
La commune se trouve depuis 1962 dans l'arrondissement de Calais du département du Pas-de-Calais.

#### Commune et intercommunalités
Andres était membre de la communauté de communes des Trois Pays créée fin 1996.
Celle-ci fusionne avec sa voisine, la petite communauté de communes du sud-ouest du Calaisis, qui n'atteignait pas les 150 000 habitants prescrits par la loi NOTRe, pour former, le 1er janvier 2017, la communauté de communes Pays d'Opale dont est désormais membre la commune.

#### Circonscriptions administratives
La commune faisait partie depuis 1793 du canton de Guînes. Dans le cadre du redécoupage cantonal de 2014 en France, Andres intègre le canton de Calais-2.

#### Circonscriptions électorales
Pour l'élection des députés, la commune fait partie depuis 1986 de la sixième circonscription du Pas-de-Calais.

### Élections municipales et communautaires

#### Liste des maires
| Période                                  | Période                    | Identité                        | Étiquette   | Qualité                                      |
| ---------------------------------------- | -------------------------- | ------------------------------- | ----------- | -------------------------------------------- |
| Les données manquantes sont à compléter. |                            |                                 |             |                                              |
| 1820                                     | 1826                       | Delattre Jean Philippe Baptiste |             |                                              |
| 1828                                     | 1841                       | Dagbert François Isidore        |             |                                              |
| 1853                                     | 1869                       | Théodore Bouclet                |             |                                              |
| 1870                                     | 1914                       | Delattre Bernet                 |             |                                              |
| 1915                                     | Apres 1920                 | Lecocq Leroux                   |             |                                              |
| mars 2001                                | avril 2014                 | Rose-Marie Guillemant           | MDC puis PS |                                              |
| avril 2014                               | février 2017               | Ludovic Langlet                 | DVD         | Démissionnaire                               |
| mars 2017                                | juin 2021                  | Bruno Benedetti                 |             | Démissionnaire                               |
| juin 2021,                               | En cours (au 18 juin 2021) | Allan Turpin                    |             | Agent de maîtrise dans le transport maritime |

## Équipements et services publics

### Justice, sécurité, secours et défense
La commune dépend du tribunal de proximité de Calais, du conseil de prud'hommes de Calais, du tribunal judiciaire de Boulogne-sur-Mer, de la cour d'appel de Douai, du tribunal de commerce de Boulogne-sur-Mer, du tribunal administratif de Lille, de la cour administrative d'appel de Douai et du tribunal pour enfants de Boulogne-sur-Mer.

## Population et société

### Démographie
Ses habitants sont appelés les Andrésiens.

#### Évolution démographique
L'évolution du nombre d'habitants est connue à travers les recensements de la population effectués dans la commune depuis 1793. Pour les communes de moins de 10 000 habitants, une enquête de recensement portant sur toute la population est réalisée tous les cinq ans, les populations de référence des années intermédiaires étant quant à elles estimées par interpolation ou extrapolation. Pour la commune, le premier recensement exhaustif entrant dans le cadre du nouveau dispositif a été réalisé en 2005.

En 2022, la commune comptait 1 534 habitants, en évolution de −2,23 % par rapport à 2016 (Pas-de-Calais : −0,72 %, France hors Mayotte : +2,11 %).
| 1793 | 1800 | 1806 | 1821 | 1831 | 1836 | 1841 | 1846 | 1851 |
| ---- | ---- | ---- | ---- | ---- | ---- | ---- | ---- | ---- |
| 458  | 532  | 631  | 743  | 873  | 780  | 853  | 835  | 779  |

| 1856 | 1861 | 1866 | 1872 | 1876 | 1881 | 1886 | 1891 | 1896 |
| ---- | ---- | ---- | ---- | ---- | ---- | ---- | ---- | ---- |
| 781  | 850  | 907  | 817  | 803  | 757  | 756  | 754  | 749  |

| 1901 | 1906 | 1911 | 1921 | 1926 | 1931 | 1936 | 1946 | 1954 |
| ---- | ---- | ---- | ---- | ---- | ---- | ---- | ---- | ---- |
| 752  | 723  | 770  | 773  | 750  | 795  | 776  | 766  | 758  |

| 1962 | 1968 | 1975 | 1982  | 1990  | 1999  | 2005  | 2006  | 2010  |
| ---- | ---- | ---- | ----- | ----- | ----- | ----- | ----- | ----- |
| 784  | 759  | 697  | 1 007 | 1 396 | 1 445 | 1 505 | 1 499 | 1 515 |

| 2015  | 2020  | 2022  | - | - | - | - | - | - |
| ----- | ----- | ----- | - | - | - | - | - | - |
| 1 574 | 1 552 | 1 534 | - | - | - | - | - | - |

#### Pyramide des âges
En 2018, le taux de personnes d'un âge inférieur à 30 ans s'élève à 36,3 %, soit en dessous de la moyenne départementale (36,7 %). À l'inverse, le taux de personnes d'âge supérieur à 60 ans est de 23,5 % la même année, alors qu'il est de 24,9 % au niveau départemental.
En 2018, la commune comptait 785 hommes pour 771 femmes, soit un taux de 50,45 % d'hommes, légèrement supérieur au taux départemental (48,5 %).
Les pyramides des âges de la commune et du département s'établissent comme suit.
| Hommes | Classe d’âge | Femmes |
| ------ | ------------ | ------ |
| 0,1    | 90 ou +      | 0,7    |
| 2,9    | 75-89 ans    | 4,6    |
| 17,4   | 60-74 ans    | 21,5   |
| 21,6   | 45-59 ans    | 20,3   |
| 19,5   | 30-44 ans    | 18,9   |
| 18,0   | 15-29 ans    | 14,8   |
| 20,4   | 0-14 ans     | 19,4   |

| Hommes | Classe d’âge | Femmes |
| ------ | ------------ | ------ |
| 0,5    | 90 ou +      | 1,6    |
| 5,6    | 75-89 ans    | 8,9    |
| 16,7   | 60-74 ans    | 18,1   |
| 20,2   | 45-59 ans    | 19,2   |
| 18,9   | 30-44 ans    | 18,1   |
| 18,2   | 15-29 ans    | 16,2   |
| 19,9   | 0-14 ans     | 17,9   |

## Économie

### Revenus de la population et fiscalité
En 2019, dans la commune, il y a 572 ménages fiscaux qui comprennent 1569 personnes pour un revenu médian disponible par unité de consommation de 20 790 euros, soit inférieur au revenu médian de la France métropolitaine qui est de 21 930 euros,.

## Culture locale et patrimoine

### Lieux et monuments
- L'abbaye Saint-Médard d'Andres[53],[54],[55],[56], fondée en 1080 par des moines bénédictins de l'abbaye Saint-Sauveur de Charroux en Poitou.
- L'église Saint-Jean-Baptiste d'Andres, construite en 1754. Elle contient des fonts baptismaux du XIIe siècle[57] et les dalles funéraires de Baudouin jeune[58] et de Marguerite de Nielles[59].
- Le monument aux morts[60].

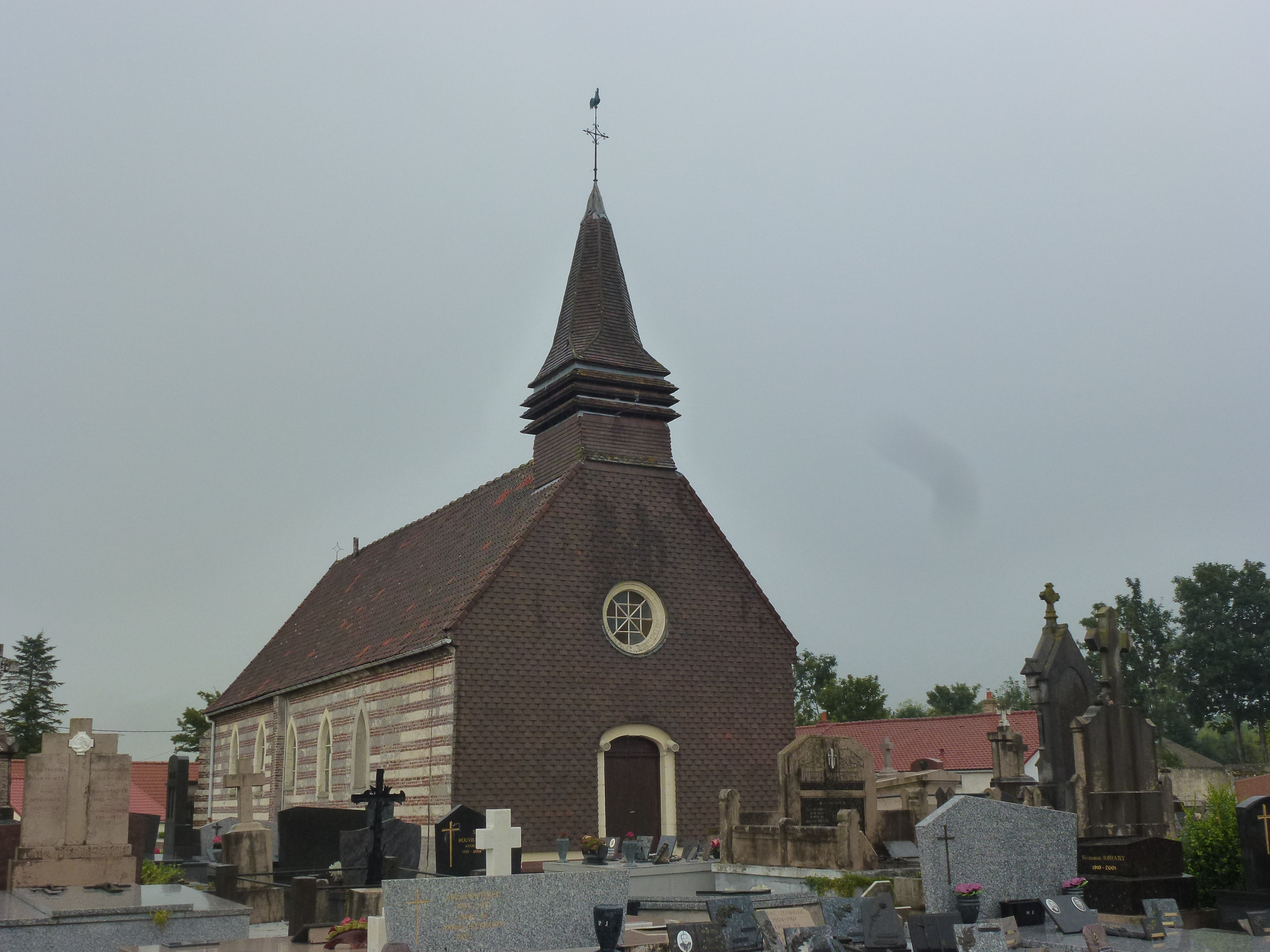
L'église.
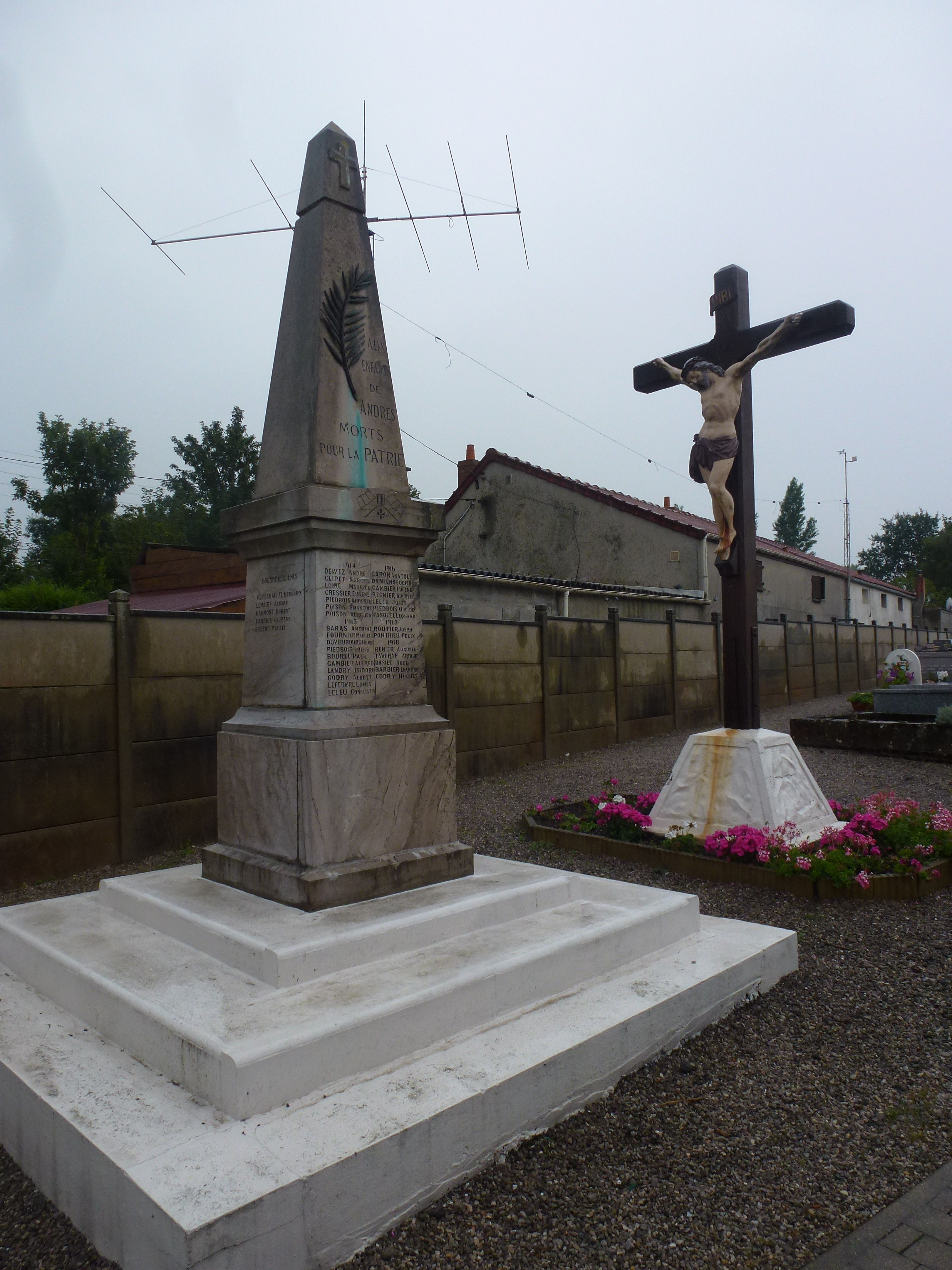
Le monument aux morts à gauche.

### Personnalités liées à la commune
- En 1269, un Ranulfe d'Andres se croisa[61].
- Andres est surtout connue pour le nom d'Andrieu d'Andres, un des six Bourgeois de Calais qui se dévouèrent pour sauver leur cité en 1347, fait immortalisé par la sculpture d'Auguste Rodin visible devant l'hôtel de ville de Calais[61].

### Héraldique
| Blason de Andres | Blason  | D'azur à un lion d'or (armé et lampassé de gueules) surmonté d'un lambel de gueules. |
| Blason de Andres | Détails | D'après la commune, le blason daterait du XIIIe siècle. Adopté par la municipalité.  |

## Pour approfondir